# オレグ・イングヴァレヴィチ
オレグ・イングヴァレヴィチ（ロシア語: Олег Ингваревич、? - 1258年3月）は、リャザン公イングヴァリ(ru)の子である。兄弟にコロムナ公ロマン・イングヴァレヴィチ。リャザン大公：1252年 - 1258年。通称クラスヌィー（赤毛の、真紅の）。
モンゴルのルーシ侵攻中の1237年12月にモンゴル帝国軍の捕虜となり、1252年に解放されてリャザン大公となった。1258年、死期を悟ったオレグはスヒマ(ru)となり、コジマという名を得た。大公位を息子のロマン(ru)に譲り、1258年3月に死去した。
リャザンでは地元の聖人 として敬意を集めている。